# Постниковы
Постниковы — купцы, меценаты, предприниматели Тульской губернии, общественные деятели, потомственные почётные граждане.

## История
Александр Михайлович Постников был купцом первой гильдии и жил в Туле в XIX веке. Он родился в 1799 году, был среди основателей благотворительного общества «Милосердие». В 1851 году он приобрел дом по адресу Черниковский переулок, 1. Его предыдущими владельцами были купцы Коробковы.
Его сыновьями были Василий и Петр Постниковы, которые занимались предпринимательством и активной общественной деятельностью. Братья получили образование на дому, но при этом считались очень образованными людьми. Семья Постниковых занималась торговлей. У них были магазины и лавка в Старых торговых рядах возле Тульского кремля. Была недвижимость, которую семья сдавала в аренду.
18 марта 1866 года Петр и Василий Постниковы, купцы 2-й гильдии, стали потомственными почётными гражданами. Они избирались гласными городской думы.
В декабре 1884 года, после того, как умер Александр Михайлович Постников, Василий Постников и Петр Постников заключили соглашение с целью создать торговый дом на правах полного сообщества. Уже в январе 1885 года на магазинах появились вывески «Торговый дом „Братья Василий и Петр Постниковы“». Капитал их торгового дома составлял 18 тысяч рублей.
В 1889 году Петр Постников инициировал открытие в Туле приюта для детей, в котором могло находиться до 30 мальчиков.
В 1894 году Петр Постников и его жена Мария Владимировна оказали помощь в открытии общежития для иногородних гимназисток. Они арендовали помещения, которые располагались на улице Старо-Павшинской. Они же подарили гимназии дом в Черниковском переулке, в котором располагался пансион. Постников был почётным попечителем Тульского реального училища и членом Попечительского совета лечебницы Общества тульских врачей. В 1897 году его наградили медалью «За труды по первой Всеобщей переписи населения», так как он занимал пост председателя городской переписной комиссии.
В 1894 году Петр Постников стал головой Думы, а затем городским головой. Его брат Василий избирался членом губернского податного присутствия от купеческого общества.
Братья Постниковы осуществляли и банковские операции. Их контора располагалась на углу Киевской и Посольской улиц. В этом здании с 1895 года разместилась банкирская контора Волковых.
Братья Постниковы работали над ассортиментом своего магазина и делали его очень разнообразным, у них велась торговля вином на вынос. Городские власти разрешили им производить такую торговлю, несмотря на то обстоятельство, что поблизости размещался храм. В те времена, торговать спиртным у храмов было нельзя, но братья все-таки делали это, потому что торговля у них шла тихо и спокойно.
В 1895 году Петр Александрович Постников выделил деньги, при помощи которых было открыто Первое городское училище. Сейчас это здание можно найти по адресу: Тула, улица Коминтерна, 22. В нём расположен Дом детства и юношества Советского района.
В 1898 году умирает Петр Постников. Василий Постников закрывает торговый дом и решает продать часть своего имущества. Его жену звали Ольга Николаевна, у них была одна дочь Александра. У Петра Постникова остались сыновья — пятнадцатилетний Николай и шестилетний Макарий.
Позже, наследники Петра Александровича Постникова согласились на предложение городской управы и за 140 тысяч рублей продали здание, которое находилось на пересечении двух улиц — Киевской и Посольской. С 1899 по 1907 год это здание использовалось для того, чтобы проводить заседания городской думы и управы. Это здание не сохранилось, его снесли в 1980-е годы, когда шло строительство нынешнего здания правительства Тульской области. Но один дом, который находится в Черниковском переулке и когда-то принадлежал Постниковым, он сохранился. Сейчас это один из корпусов ТГПУ, который признан памятником федерального значения.
В 1900 году умер Василий Постников.
В 1904 году первому городскому училищу было присвоено имя Петра Постникова.
Купцы Постниковы были похоронены на Всехсвятском кладбище в Туле.